# Offentliga toaletter i Stockholm

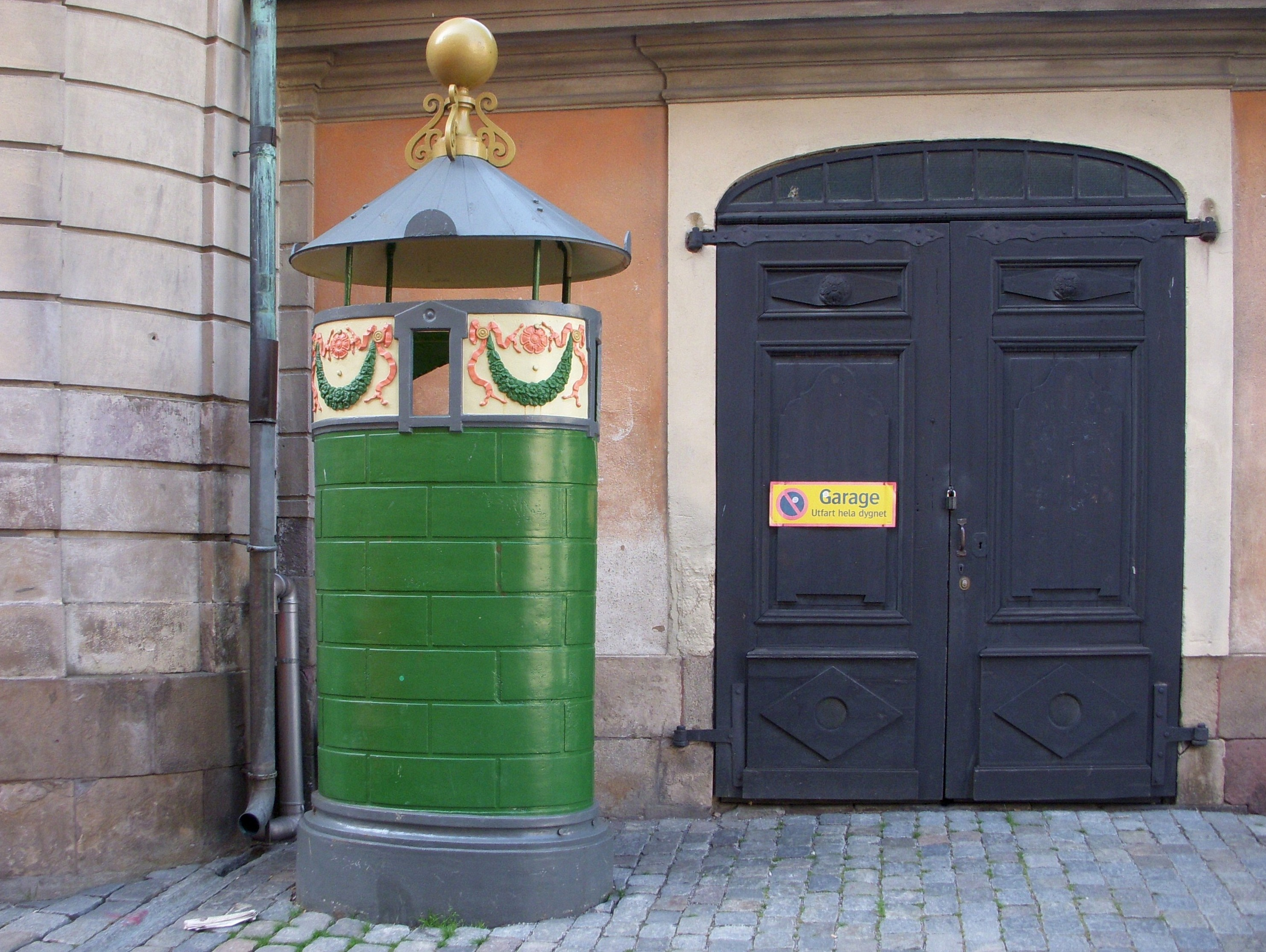
Urinoaren från 1890 vid Börshuset är Stockholms äldsta i drift varande bekvämlighetsinrättning, 2011.

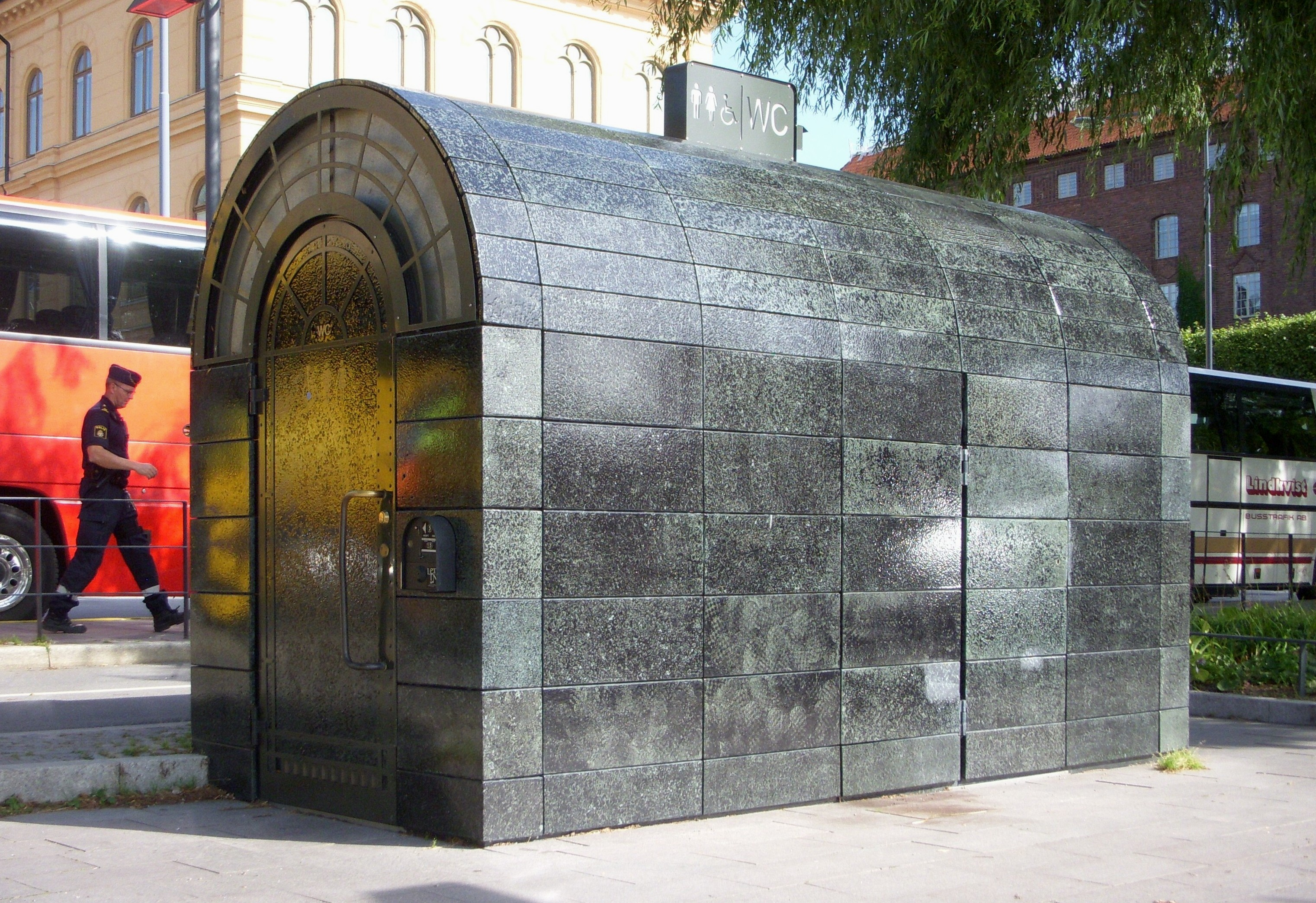
Modern stadstoalett av typen "Pagoda" vid Norr Mälarstrand, 2011.

Offentliga toaletter i Stockholm – så kallade allmänna bekvämlighetsinrättningar – stadgades i en förordning första gången år 1792. Då inrättades sammanlagt tre allmänna, av staden skötta avträden: på Kornhamnstorg, på Packartorget (nuvarande Norrmalmstorg) och vid latrinuppsamlingsplatsen på Stadsgården.
På 1840-talet fanns ett femtontal offentliga bekvämlighetsinrättningar. På 1870-talet ökade staden antalet offentliga toaletter genom att privatpersoner fick hyra toalettlokaler och göra dessa tillgängliga för allmänheten mot en viss avgift. Kring 1885 fanns 17 offentliga, bevakade toaletter som kallades "kabinetter" och samtidigt omkring 70 allmänna urinoarer i staden.
Antalet bevakade så kallade kabinetter har varierat genom tiderna. År 1885 fanns det 17, 1930 fanns det 14, 1960 fanns det 32 och 1987 hade de minskat till 14. I juni 2021 fanns det 66 offentliga toaletter i Stockholm.
Stockholms äldsta, i drift varande urinoar placerades 1890 vid Källargränd intill Börshuset, där den står än idag. Det nyaste sättet att betala toalettbesöket är via mobiltelefon genom att öppna dörren med ett så kallat sms-lås. Idag är det Trafikkontoret som har ansvar för Stockholms offentliga toaletter.

## Medeltidens avträden
I det medeltida Stockholm var behovet av offentliga avträden inte särskilt stort. Att anordna avträden och sköta renhållningen var den enskildes angelägenhet. Latrintunnor var okända och sina behov uträttade man i en grävd grop på bakgården. Ibland fanns en överbyggnad i form av ett enkelt skjul över gropen. Mycket latrin hamnade direkt på gatan. I Stockholms tänkebok för år 1551 står det bland annat att en deltagare i ett dryckeslag uträttade sina behov genom ett fönster och därvid ramlade ner på gatan och slog ihjäl sig.
Ett gammalt önskemål var att avträden för allmänheten helst skulle anordnas över rinnande vatten, alltså en sorts medeltida vattenspolningstoalett. Troligen fanns sådana även i Stockholm. Där det fanns avträden användes de av flera familjer och möjligen även av allmänheten. I och med att staden växte fick man överge ambitionen med rinnande vatten. Genom att Stockholm fick allt fler invånare ökade även behovet av att införa allmänna, av staden skötta så kallade bekvämlighetsinrättningar. Det skulle dock dröja till slutet av 1700-talet innan offentliga, av staden skötta avträden inrättades.

## Allmänna avträden och urinoarer

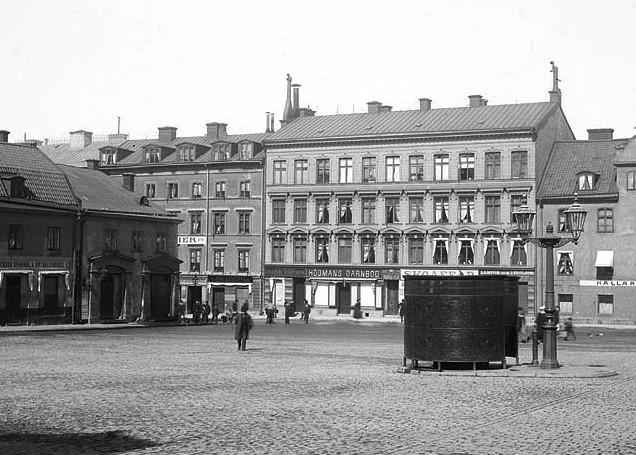
Bekvämlighetsinrättning på Hötorget ca 1900.

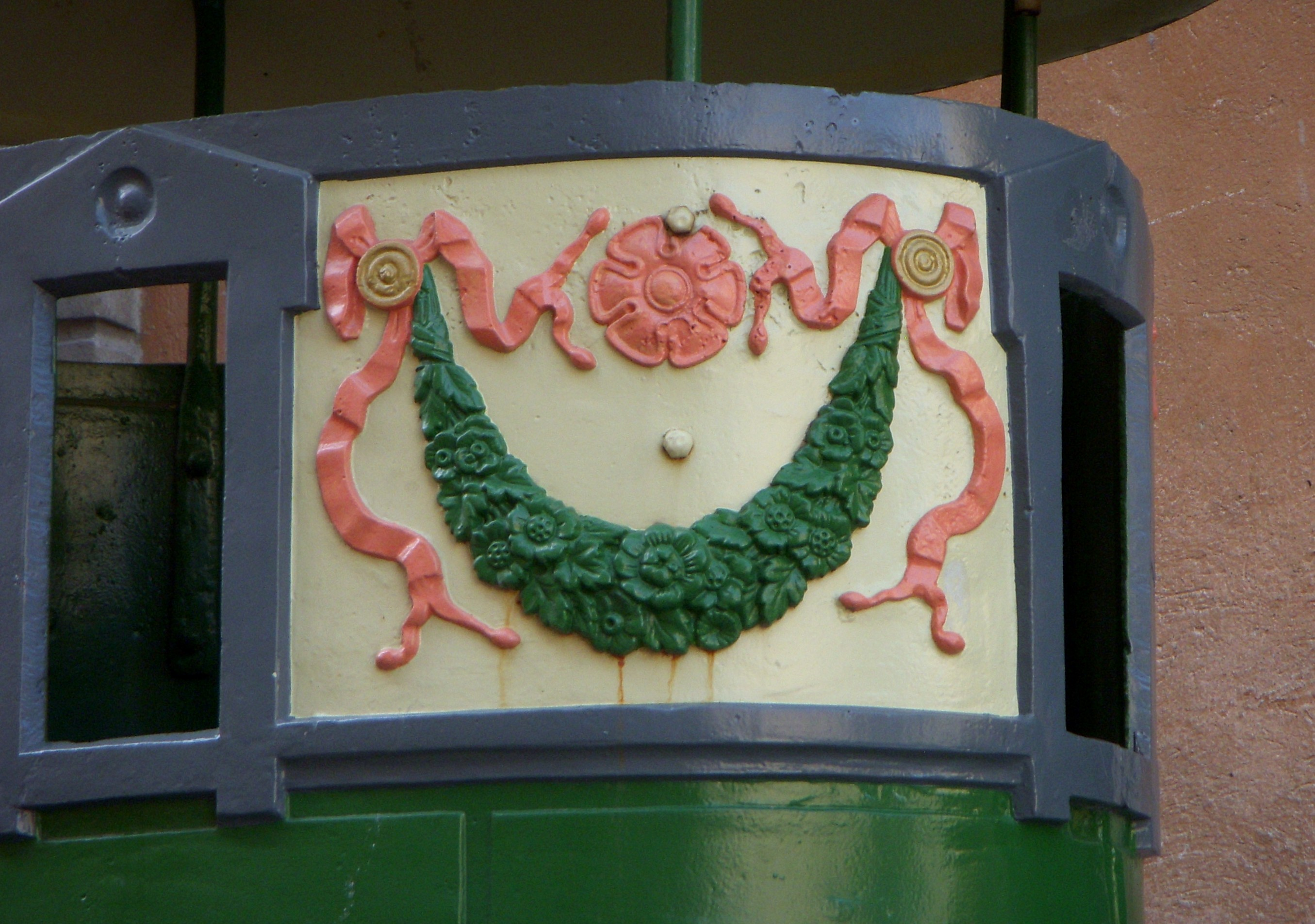
Utsmyckning på Stockholms äldsta urinoar.

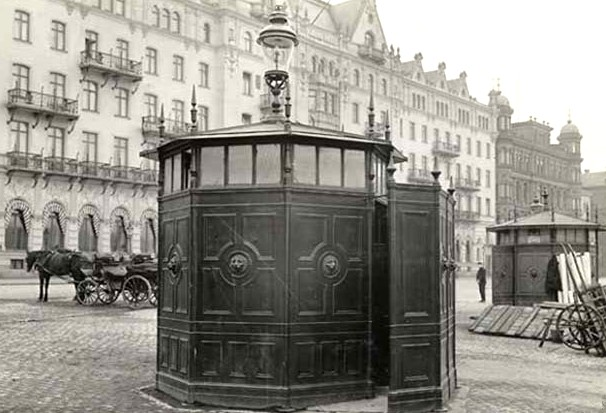
Bekvämlighetsinrättning vid Södra Blasieholmshamnen ca 1900.

Enligt en förordning från 1792 stadgades att allmänna avträden skulle finnas i anslutning till vart och ett av de tre "budningskontoren" för avträdesrenhållningen. Dessa fanns på Kornhamnstorg, Packartorget (nuvarande Norrmalmstorg) och vid latrinuppsamlingsplatsen på Stadsgården.
År 1809 kom ett reglemente att entreprenören som skötte latrinhämtningen även skulle ta hand om skötseln av de allmänna avträdena. Reglementet preciserade att de skulle "dagligen sopas och snygge hållas samt med tillräcklige käril till ombyte [skulle] vara försedde". Kring 1840-talet fanns ett femtontal offentliga bekvämlighetsinrättningar i Stockholm och sammanlagt transporterades cirka 15 000 kärl årligen från dessa inrättningar.
På 1870-talet ökade staden antalet bekvämlighetsinrättningar genom att privatpersoner fick hyra toalettlokaler och göra dessa tillgängliga för allmänheten mot en viss avgift. Det var det nygrundade Vattenverket som hade ansvaret för inrättningarna, som även kallades kabinett. En årshyra för ett kabinett med två avdelningar kunde gå på 1200 kronor, men då tillhandahöll staden gratis gas och vatten. Kabinetterna placerades där många människor vistades, exempelvis i ansluning till stadens hamnar och större torg. Tillträdet för allmänheten var 10 öre för klosett, 5 öre för tvål och 10 öre för lokala telefonsamtal. 1915 höjdes avgiften till 15 öre för klosett.
En större urinoar av järn sattes upp 1879 på Fängelsegränd (sannolikt en del av dagens Rådhusgränd) och på Källargränd intill Börshuset ställdes 1890 en urinoar som fortfarande finns kvar. Den är cylindrisk med konformat tak och ett guldmålat klot på toppen. I ögonhöjd finns en vacker färglagd blomstergirlang. Urinoaren, som renoverades och moderniserades på 1980-talet, är stadens äldsta fortfarande i drift varande bekvämlighetsinrättning. 
I staden anordnades allt fler urinoarer; 1880 kom den så kallade "parisermodellen" som var avskärmad bara mellan vad och axel. Kring 1885 fanns 17 kabinetter och omkring 70 allmänna urinoarer i staden. För att undvika luktproblem i urinoarerna sommartid renhölls dessa genom kontinuerlig vattenspolning. År 1895 blev det så mycket som 540 000 m³ vatten som spolades genom Stockholms urinoarer.

## Från kabinett till stadstoalett
År 1911 övertog Stockholms renhållningsverk ansvaret med att rengöra urinoarer och toaletter, och från 1919 upphörde vattenverkets befattning med stadens bekvämlighetsinrättningar. År 1944 överfördes hela verksamheten med bekvämlighetsinrättningarna till Stockholms renhållningsavdelning. Idag (2011) är det Trafikkontoret som har ansvar för Stockholms offentliga toaletter.

### Bekvämlighetsinrättningarna, kvinnorna och moralen
Allmänheten var inte alltid nöjd med stadens ringa antal offentliga toaletter och många ansåg att myndigheterna visade för lite intresse och handlingskraft. Även den dåliga skyltningen kritiserades, och kvinnorna var upprörda över att de blev missgynnade med tanke på det stora antalet urinoarer (enbart för män) och det ringa antalet kabinetter (för män och kvinnor). För att sätta tryck på politikerna lämnades 1920 en motion av socialdemokratiska kvinnor till stadsfullmäktige om gratis klosettrum för kvinnor. I motionen ingick ett brev av Sveriges första kvinnliga läkare, Karolina Widerström där hon intygade att "blåsans överfyllnad hos kvinnor och män kan förorsaka plågsamma symtom" samt att kommunen bör inrätta avgiftsfria bekvämlighetsinrättningar för kvinnor. Det skulle dock dröja ytterligare fem år innan gatukontoret begärde medel för att successivt ordna nya allmänna toaletter.
Även klotterproblemet i offentliga toaletter uppmärksammades tidigt. Det illustrerar ett brev av den 20 maj 1916 från Karl Fries i Kristliga Föreningen av Unge Män (KFUM) i Stockholm till rådmannen och ordföranden i drätselnämndens 2:a avdelning. Fries menade bland annat att "…insidorna av dessa [bekvämlighetsinrättningar] äro ofta vanprydda med ytterst obscena ritningar eller inskrifter, vidriga att iakttaga för den som icke har smak för sådant och utan tvivel innebärande en skadlig äggelse för sådana, vilkas sinnen äro tillgängliga för dylika intryck". Han tyckte att väggarnas insidor borde målas om "en gång var eller varannan månad". Brevet finns bevarat på Stockholms stadsmuseum. En medarbetare på Hallwylska palatset, Bengt Clauvelin, som arbetade med att katalogisera grevinnan Hallwyls samlingar, dokumenterade toalettklottret under flera decennier på sin fritid med början någon gång omkring 1910. Vid hans bortgång 1939 skänktes anteckningsböckerna till samlingarna och de kom att benämnas Klotterböckerna. Hallwylska paltset hade då blivit museum och museichefen beslutade att anteckningsböckerna inte fick offentliggöras före 1999, på grund av dess sexuellt explicita natur.
Förutom toalettklotter med verser av sexuell natur eller humoristisk natur fanns också klotter som visade hur toaletterna fungerade som kommunikationskanal för homosexuella män, när homosexuella kontakter var olagligt och senare fortfarande mycket stigmatiserat. På väggarna gavs tips om mötesplatser, ibland som kontaktannonser eller så gavs råd och varningar om farliga män, och också för att berätta om vad man varit med om. Särskilt populära att söka kontakt med var unga militärer, särskilt hästgardister vars uniform hade höga blanka stövlar och flottister som hade vita uniformer, vilket ansågs attraktivt. Vissa inrättningar var mer använda för homosexuella kontakter än andra, som exempel kallades en kur vid Vasabron för "Sista försöket".

### Kioskkabinetter, toalettvagnar och mynttoaletter

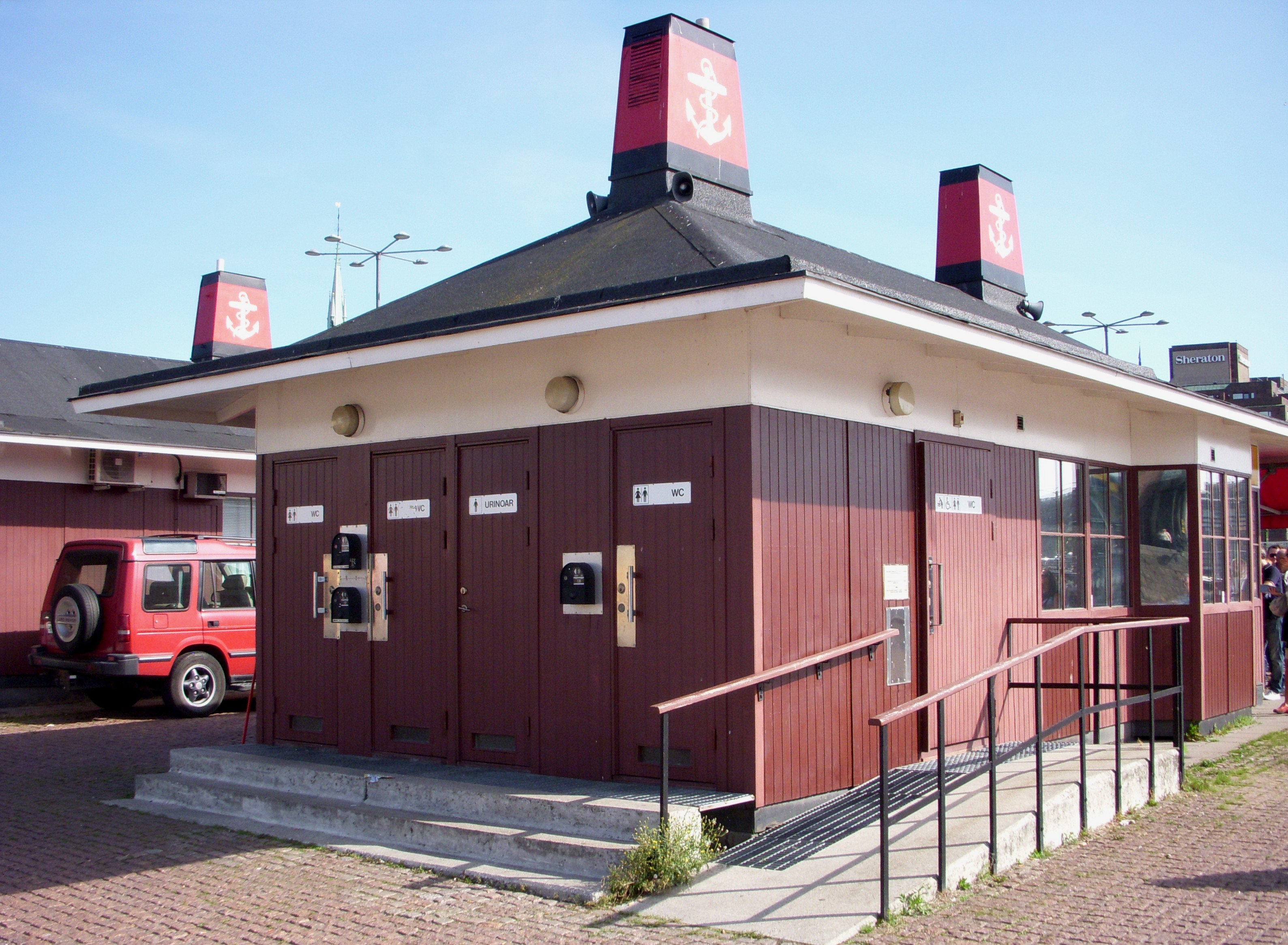
Kioskkabinett vid Stadshuskajen, numera ombyggt till mynttoalett, 2011.

För att minska den höga driftskostnaden för bevakade toalettanläggningar infördes 1955 det så kallade kioskkabinettet. Toaletten uppfördes i anslutning till en kiosk, där betjäningen kunde öppna toalettdörren för den nödige med ett elektriskt lås eller lånade ut en nyckel. Kioskpersonalen behövde inte stå för rengöring och underhåll, det skötte staden. Det första kioskkabinettet öppnade vid Fridhemsplan och snart följde flera efter, ofta intill tunnelbanestationer. Under 1970-talet avvecklades kioskkabinetterna och ersattes av myntkabinetter. Vid början av 1980-talet fanns bara mynttoaletter utöver de få bevakade anläggningarna.
För att lösa toalettproblemet där större mängd människor tillfälligt vistades inköptes 1955 den första toalettvagnen, som var tio meter lång och innehöll dam- och herrtoalett samt vaktrum. År 1970 hade staden 20 sådana vagnar som ambulerade mellan olika parker för stadens egna arrangemang eller hyrdes ut till konserter, mässor och liknande. Numera löser arrangörer för större tillställningar även toalettfrågan med inhyrda Bajamajor eller liknade mobila anordningar.
Antal bevakade kabinetter har varierat genom tiderna; 1885 fanns det 17, 1930 fanns det 14, 1960 fanns det 32 och 1987 hade de minskat till 14. Bevakningen sköttes huvudsakligen av kvinnor och i folkmun fick de snart fantasifulla yrkesbeteckningar som pottmamsell och lorthusblomma, medan deras manliga kollegor fick heta kabinettskammarherrar eller kurfurstar.
Idag (2011) finns ett drygt hundratal offentliga toaletter i Stockholms centrala delar och på Djurgården. Då ingår både automatiska mynttoaletter och sådana med bevakning. Även i vissa varuhus och bibliotek finns offentliga toaletter, likaså i exempelvis Stockholms centralstation och T-centralen. På T-centralens 2011 nybyggda toalettanläggning finns skötbord även på herravdelningen.
En del offentliga toaletter är säsongsöppna, såsom toaletter vid offentliga strandbad. Andra är halvoffentliga, exempelvis i butiker, restauranger, biografer och teatrar där man i regel måste vara kund respektive besökare för att få använda dem.

### Äldre konstruktioner

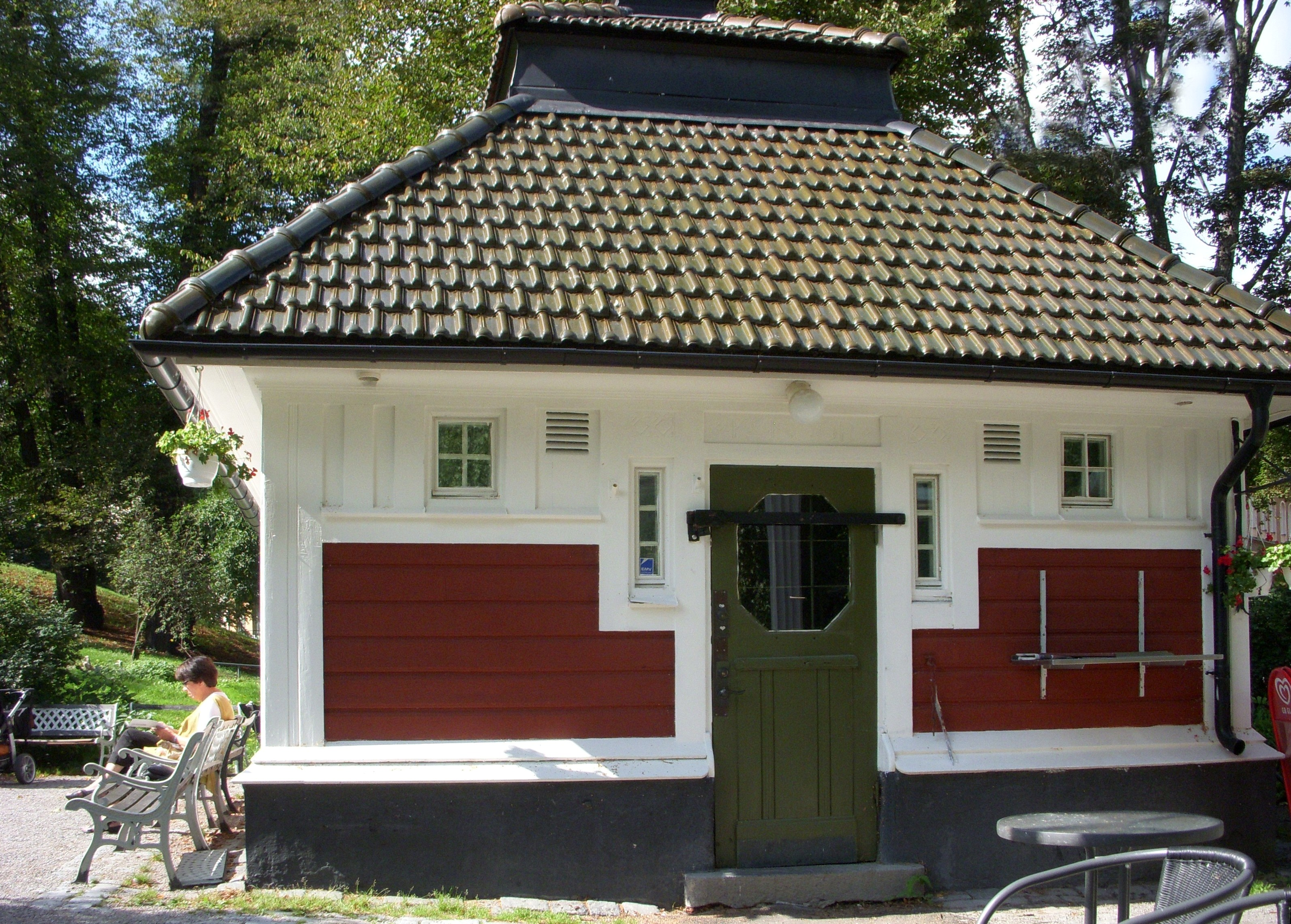
Före detta kabinett i Vasaparken, 2011.

De äldsta fristående urinoarerna utfördes av trä och tjärades invändigt. På 1800-talets slut byggdes fristående bekvämlighetsinrättningar med väggar och skärmväggar av gjutjärn respektive präglad plåt. Även Stockholms äldsta kvarvarande urinoar vid Börshuset har denna konstruktion. Redan omkring 1917 började man med väggar av betong eller skiffer som impregnerades med en vätska som kallades urinol. År 1927 kom speciella plattor tillverkade i Tyskland som var formade för att kunna användas till väggar, rännor och golv. Hygienen kunde förbättras ytterligare genom att utsatta delar i en toalettanläggning kläddes med kakel- eller klinkerplattor. Från och med 1955 kom även rostfri stålplåt som beklädnadsmaterial.
Stockholms fristående bekvämlighetsinrättningar gavs i första hand ett funktionellt utförande, men det finns även en del mycket konstnärligt genomarbetade anläggningar. Till dem räknas kabinettet i Vasaparken som uppfördes 1910 och hade bevakning. Det har ett säteritak täckt med glaserat taktegel, och fasaderna är klädda med träpanel i olika riktningar. Byggnaden är numera upprustad men inte längre toalett utan sommarcafé.
I slutet på 1960-talet kom den funktionalistiska sexkantiga urinoaren av betongelement och dörr i rostfri plåt. Två eller flera av dessa sexkant-kurar kunde sammanbyggas till större grupper. Några exemplar finns ännu kvar, exempelvis vid Tegnérlunden och i Polishusparken.

### Världsarv
I Stockholm finns även en offentlig toalett som ingår i ett Unesco-världsarv. Det rör sig om arkitekten Sigurd Lewerentz sista bidrag 1960–1961 till Skogskyrkogården och är en toalett- och vaktbyggnad. Toaletten står intill det nästan fyrtio år äldre Uppståndelsekapellet (även det ritat av Lewerentz) och ingår därmed i världsarvet. Den lilla byggnaden med pulpettak är gestaltad i brutalistisk stil. Byggnadens fasader är utförda i rött tegel med grova fogar.

### Modern teknik

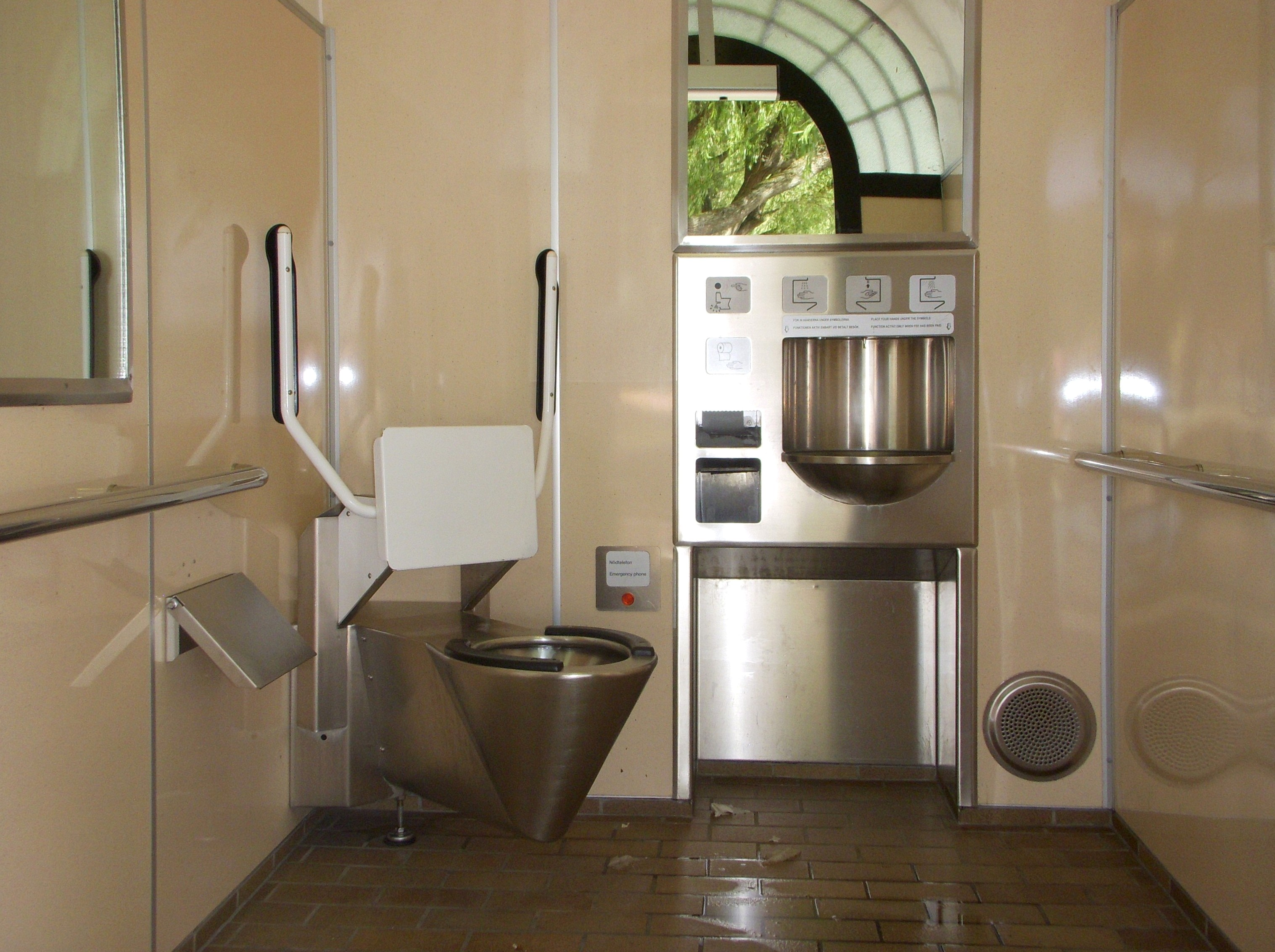
Insidan av stadstoaletten "Paragon".

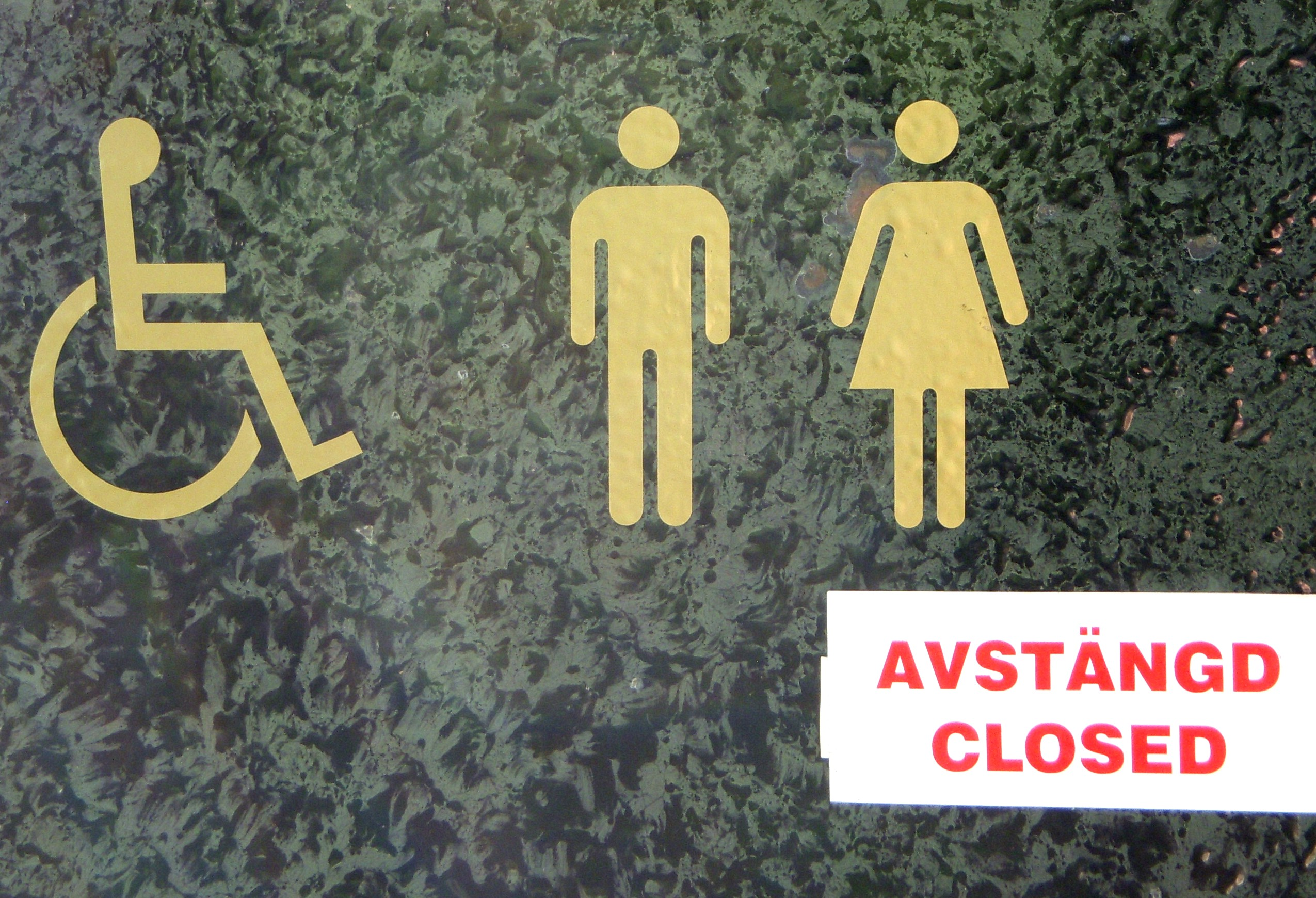
Tillgänglig WC för rullstolsburna och tillägg om stängd WC.

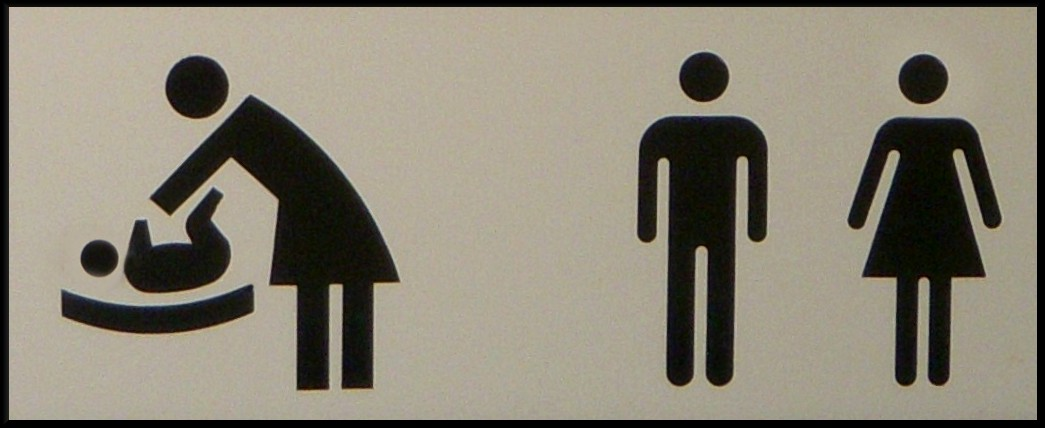
WC med skötbord.

I Stockholm förekommer en ofta använd typ av mynttoalett, den så kallade stadstoaletten med produktnamnet Paragon formgiven av Bo Castenfors och tillverkat av Danfo. Paragons väggar är klädda med grön/svartemaljerade plåtpaneler på utsidan och lättrengörligt plastlaminat på insidan. Toalettstolen och tvättställ med stänkskydd är tillverkade av rostfri stålplåt. Spolningen sker helautomatiskt via dörrlåset. Stadstoaletten innehåller en tillgänglig toalett (med myntöppning för dörren) på ena kortsidan och en urinoar (gratis) på andra kortsidan. Ett besök på toalettsidan kostar fem kronor (2011). För närvarande finns ett 30-tal stadstoaletter av typ Paragon.
En annan förekommande toalett är "pelartoaletten" som tillverkas av franska JCDecaux. Toaletten har plats för reklamaffischer och är reklamfinansierad. Man prövar för närvarande (2011) gratis inträde till några av dessa pelartoaletter. Än så länge är det en försöksverksamhet och ett samarbetsprojekt mellan Stockholms stad och tillverkaren. Pelartoaletten rengör automatiskt toalettsits och golv efter varje besök och toaletten är uppkopplad 24 timmar om dygnet mot en driftcentral som ser till att driften hela tiden underhålls med säkerhet och hygien. Det finns för närvarande 18 sådana pelartoaletter. Pelartoaletten är dock inte tillgänglighetsanpassad för personer med rullstol, och Trafikkontoret har för avsikt att samtliga offentliga toaletter som inte uppfyller handikapporganisationernas krav och kraven i skriften Stockholm – en stad för alla skall bytas ut.
Efter valet 2014, där ett rödgrönt samarbetet tog över styret, skapades projektet Toa för alla. I samband med en upphandling 2015 av reklamplatser inom Stockholm ställde staden krav att den som fick reklamplatserna också skulle bygga ut och finansiera nya offentliga toaletter i ett avtal som löpte under tio år. JCDecaux vann upphandlingen och omkring 70 offentliga toaletter och 87 automatiska cykelpumpar skulle sättas igång och drivas, där staden stod för el och uppkoppling mot vatten och avlopp. Projektets utlovade toaletter försenades och fördyrades kraftigt, vilket ledde till stor kritik både mot staden och företaget.
Sedan hösten 2010 finns appen Toahjälpen som bland annat tagits fram av Riksförbundet för mag- och tarmsjuka och som guidar till närmsta offentliga toalett som finns inlagd i appen, och har ett gränssnitt där användarna kan addera toaletter som saknas.
Nyaste sättet att betala toalettavgiften är via sin mobiltelefon som möjliggör att öppna dörren med ett SMS-lås. Eftersom inga pengar hanteras slipper ägaren kostnaderna för vandalisering, stöld och tömning.

### Offentliga urinoarer och toaletter i urval

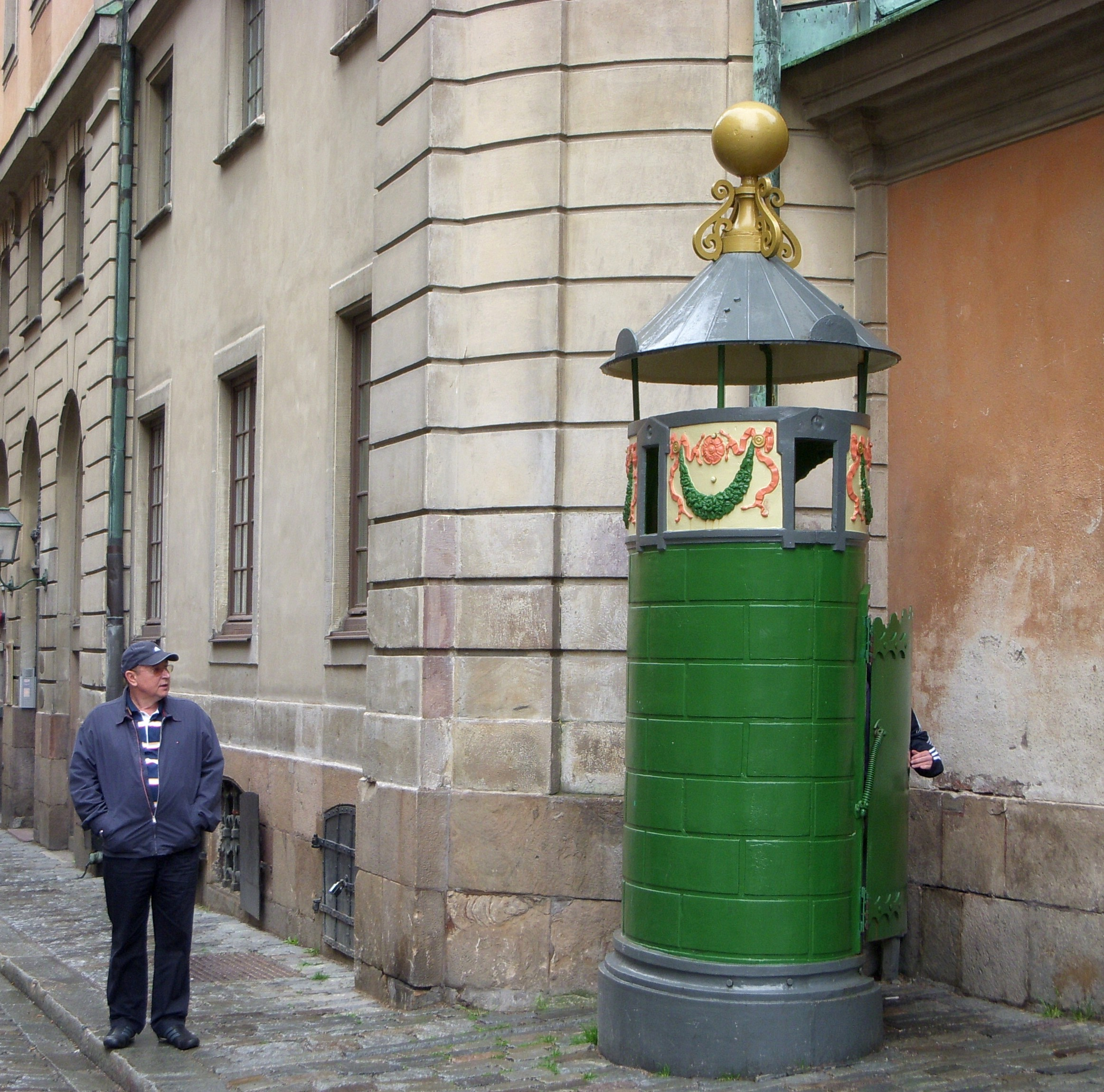
Stockholms äldsta urinoar vid Börshuset.
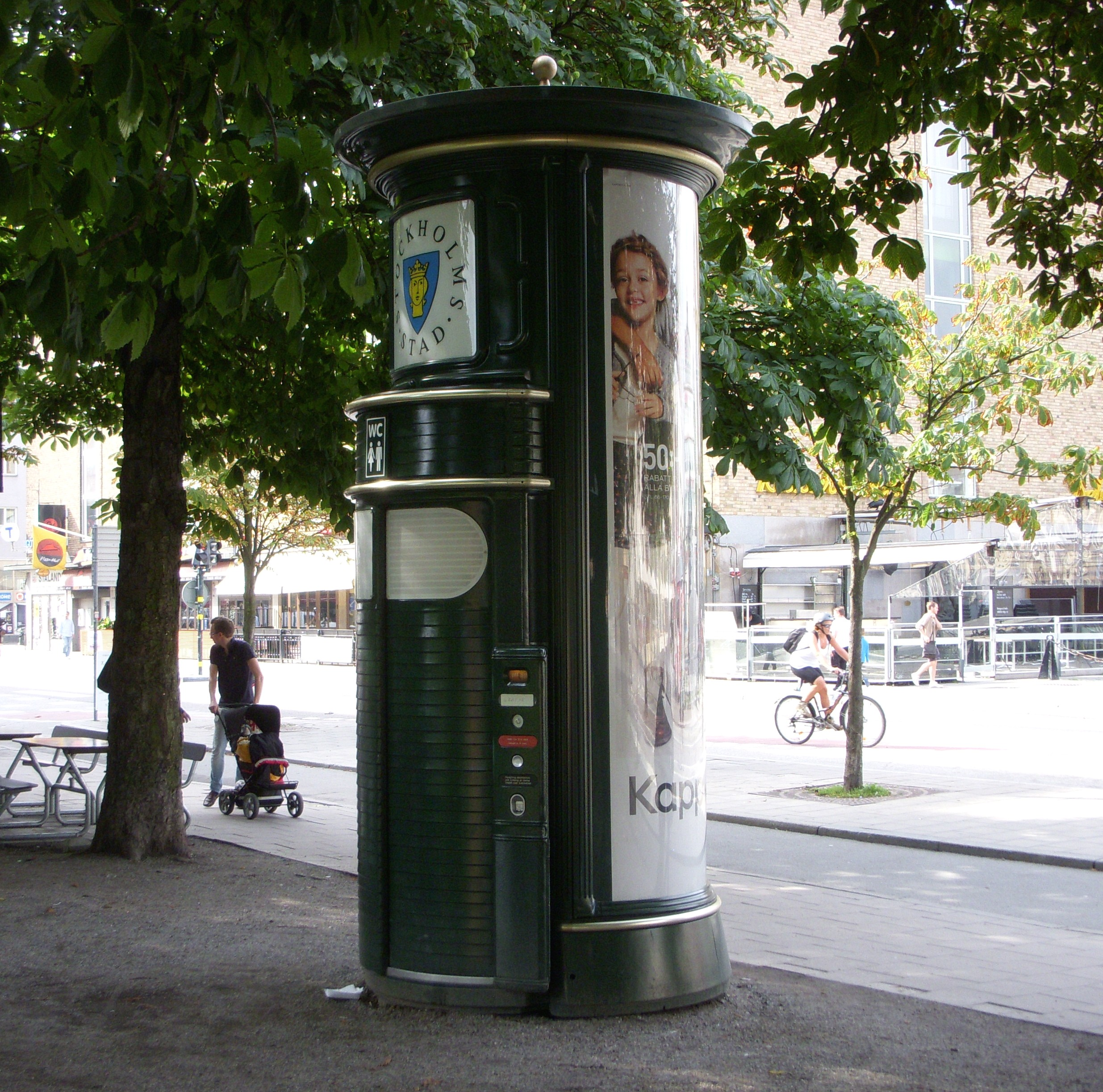
Pelartoalett vid Medborgarplatsen.
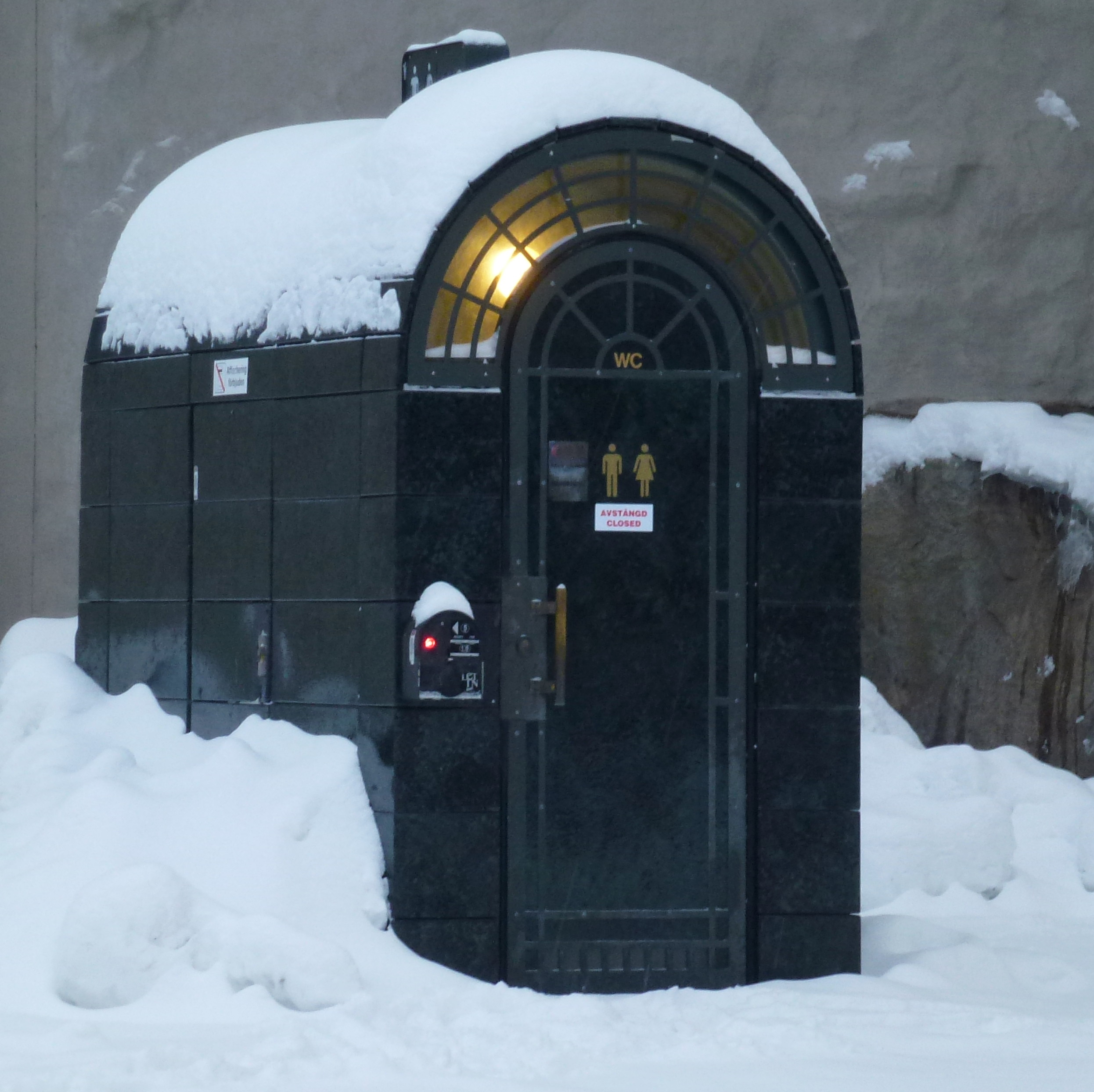
Vinterstängd stadstoalett på Riddarholmen.
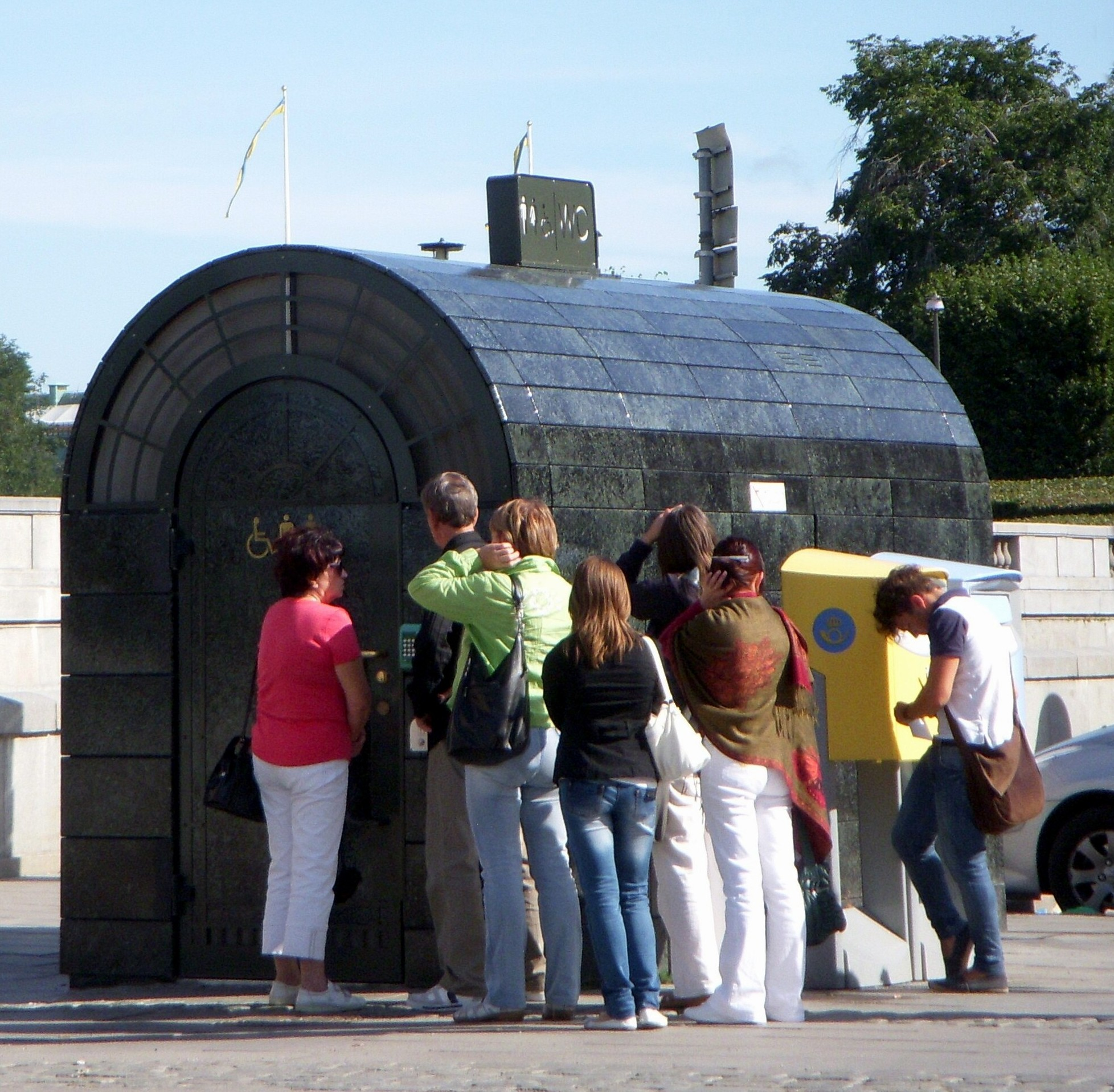
Stadstoalett med kö vid Stockholms slott.
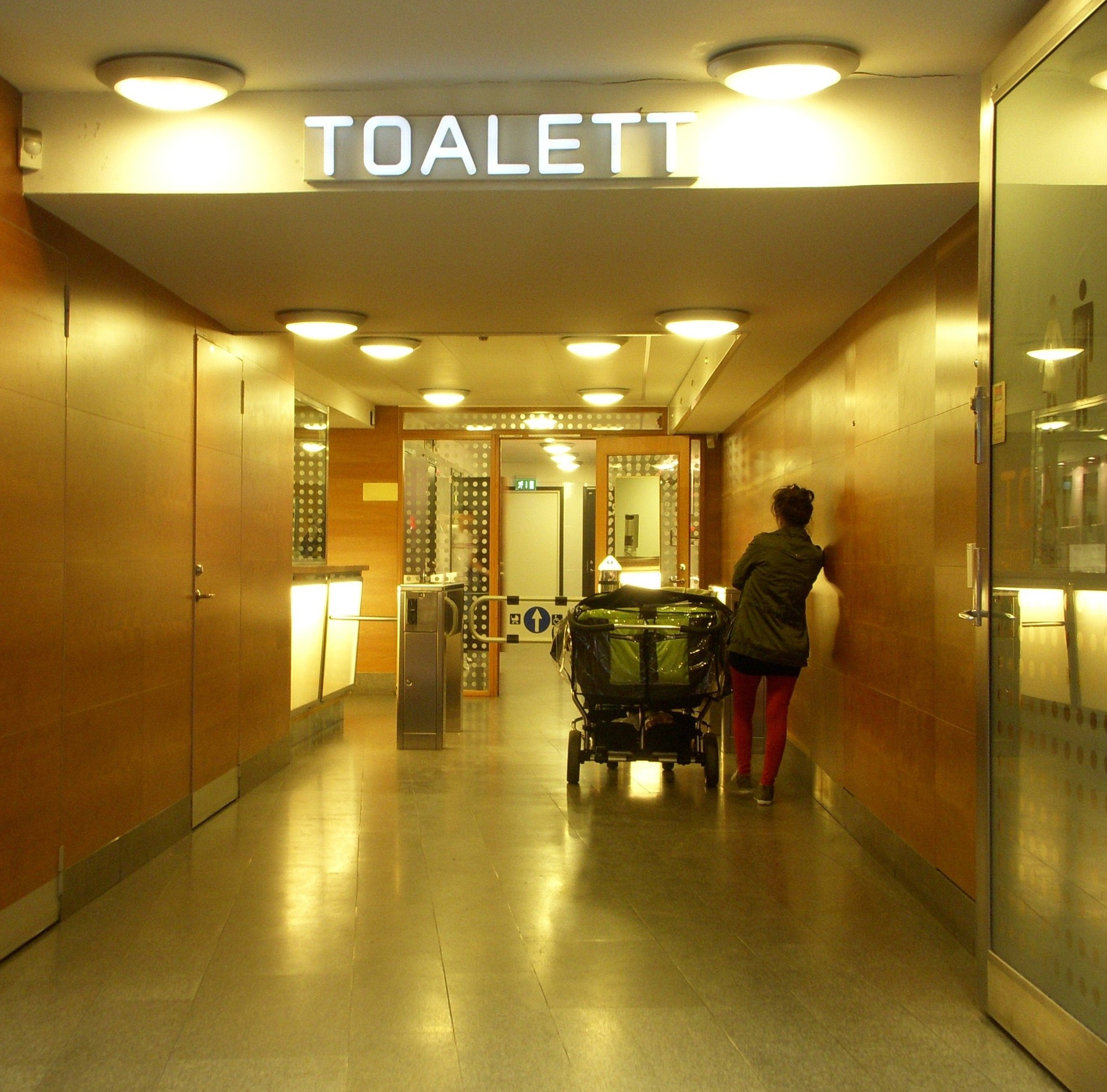
WC på Stockholms centralstation.

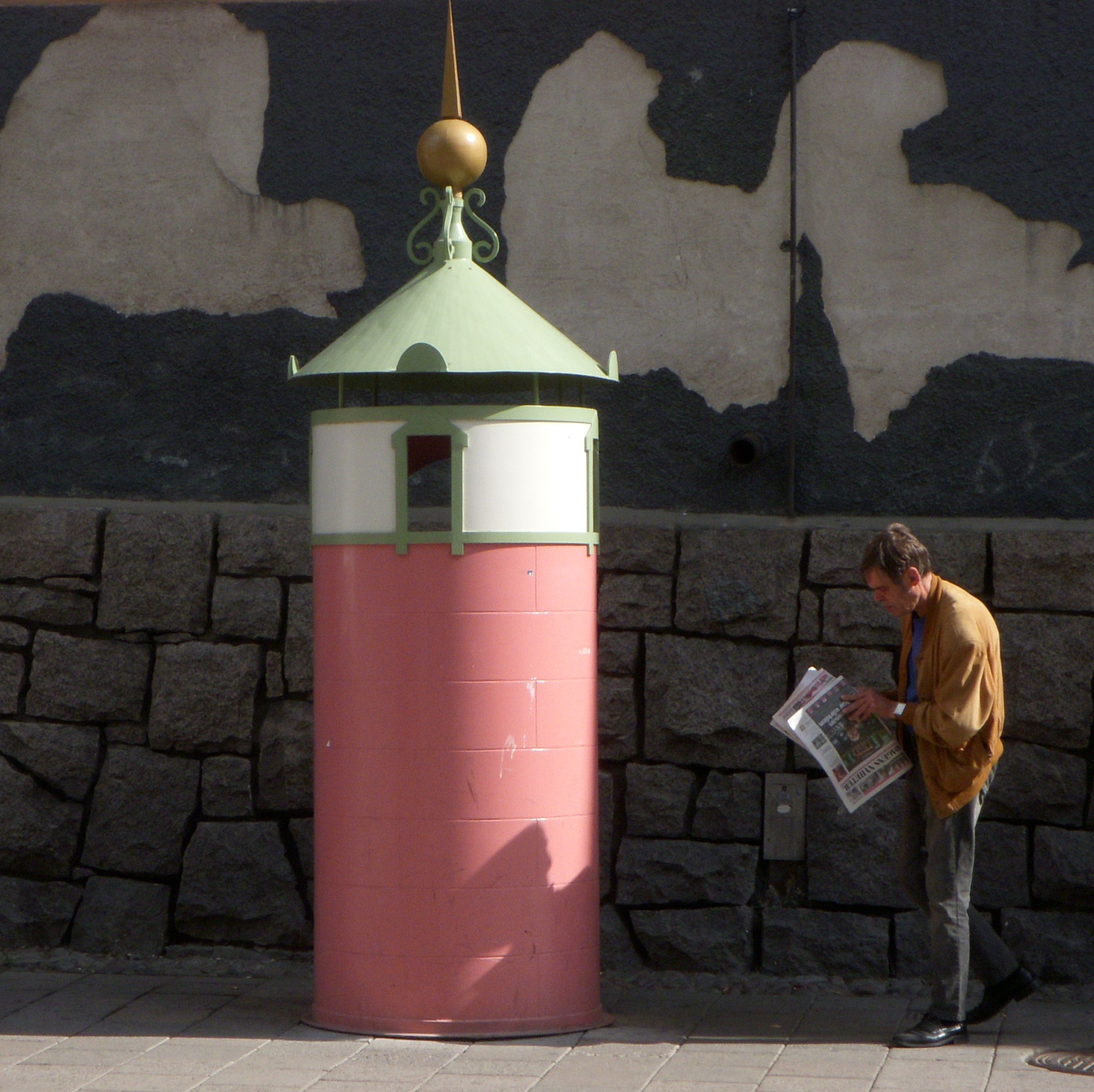
Äldre urinoar vid Klara kyrka.
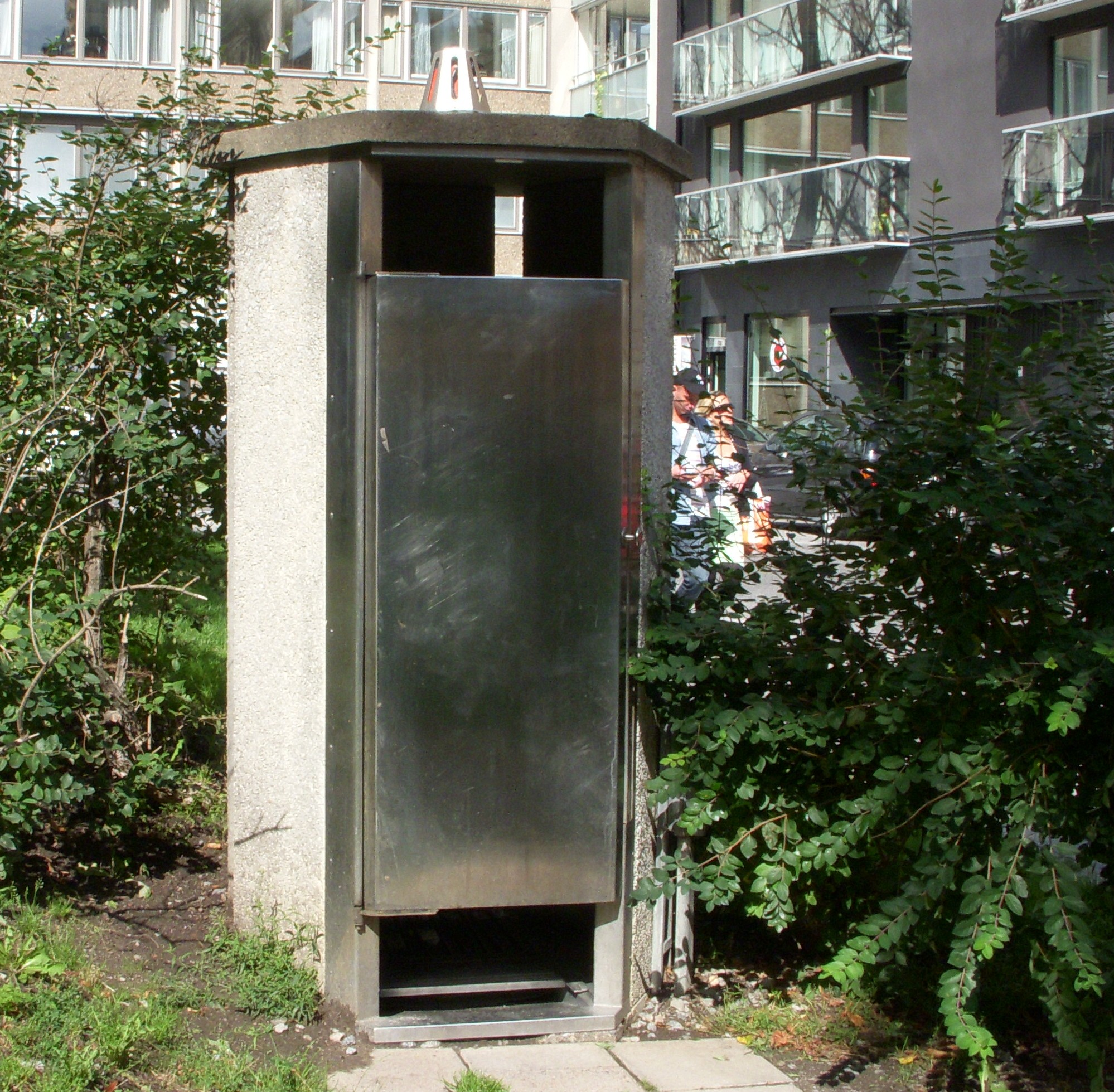
Urinoar, sexkantkuren, Tegnérlunden.
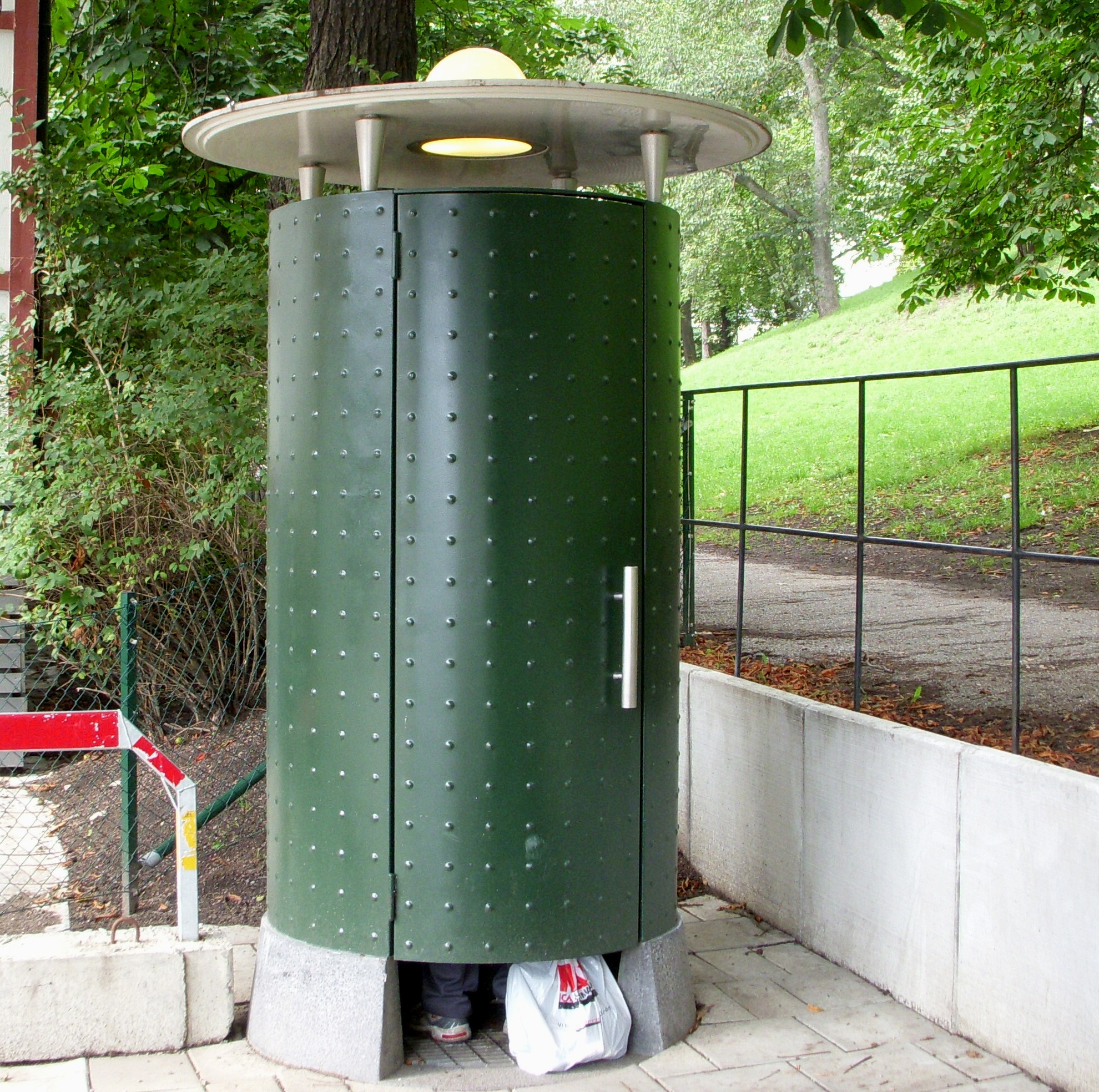
Urinoar vid Observatorielunden.
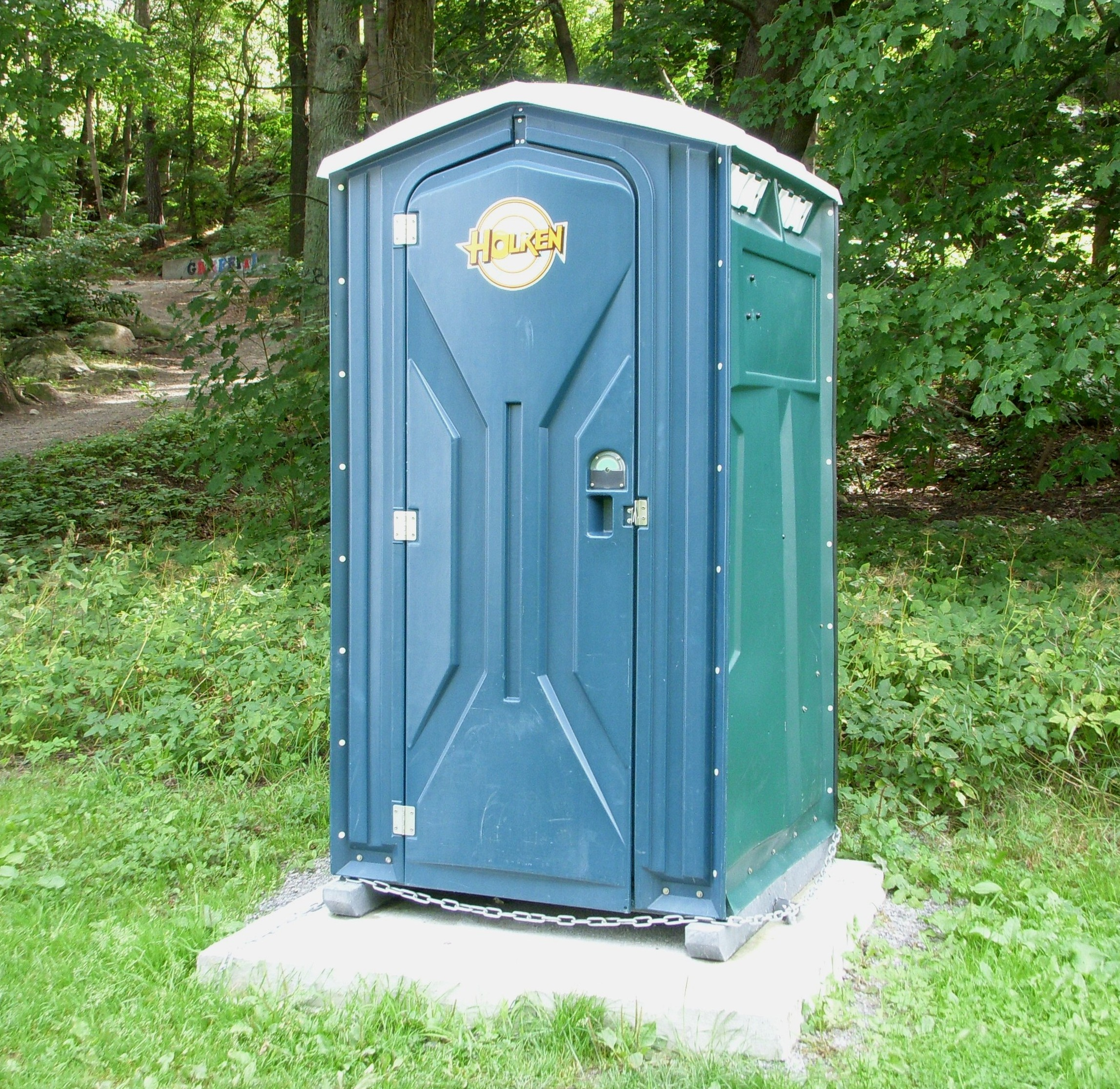
Flyttbara "Holken", Ulvsundasjön.
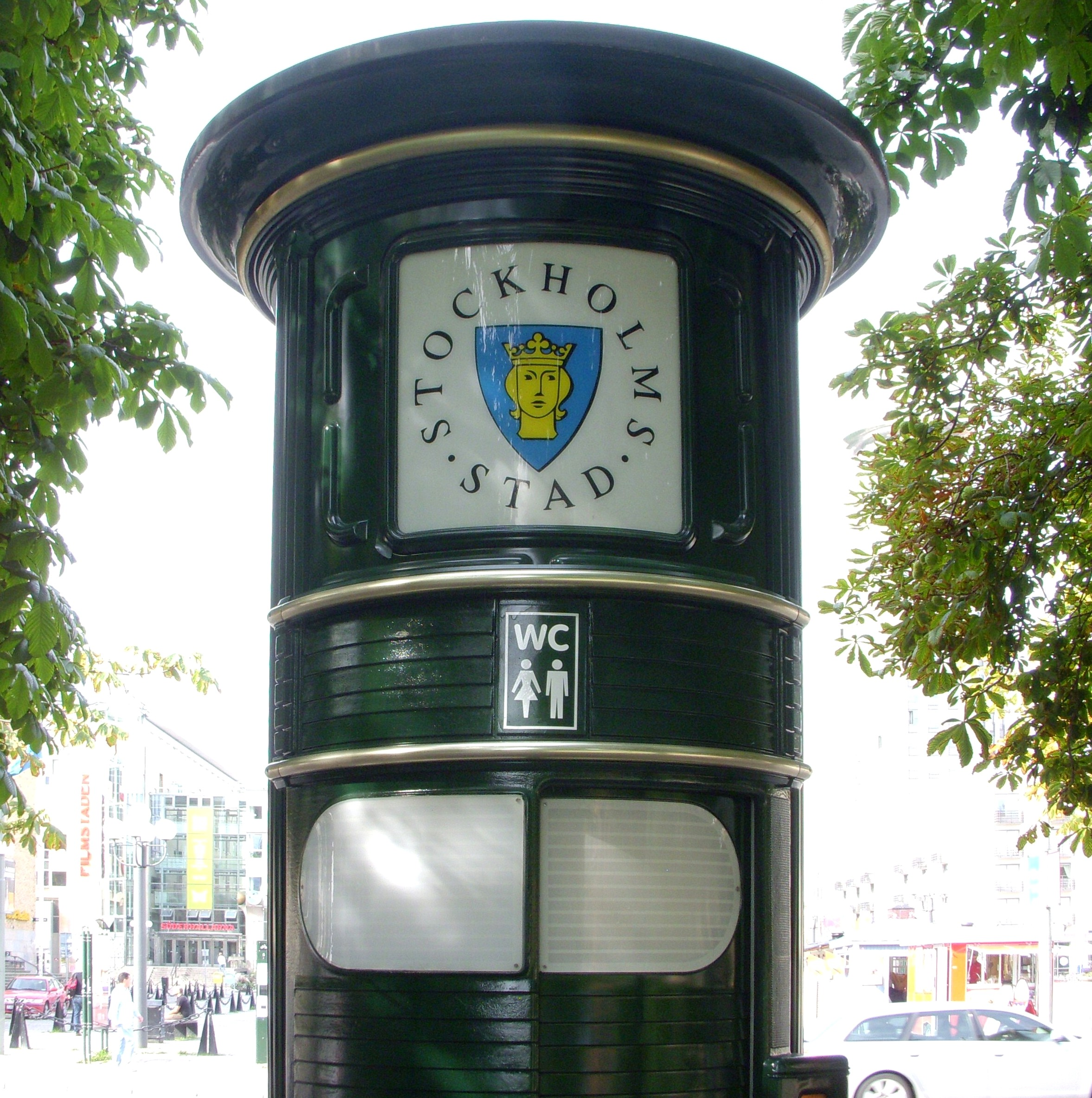
En pelartoalett vid Medborgarplatsen.

## Referenser

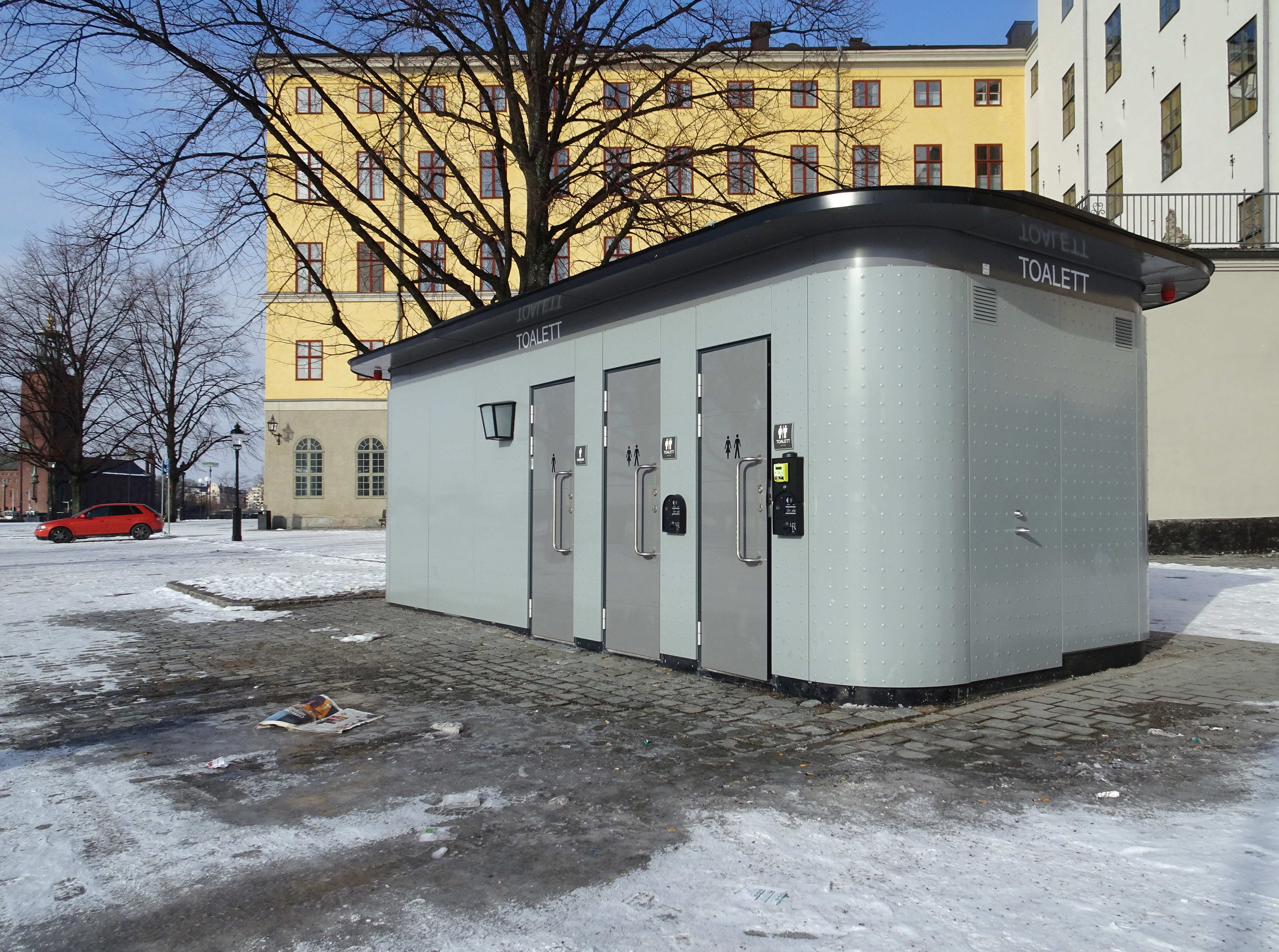
Stockholms modernaste offentliga toalett står på Riddarholmen, 2018.